# Humpty Dumpty
Humpty Dumpty est un personnage d'une chansonnette anglaise dont la première version imprimée, avec musique, date de 1797. Il apparaît dans De l'autre côté du miroir de Lewis Carroll, où il dialogue avec Alice.
Selon l'explication du texte la plus admise, il s'agit d'une devinette très ancienne dont la réponse est « un œuf », qu'on ne peut reconstituer après sa chute sur une table ou sur le sol.
Divers auteurs ont recherché des origines historiques. Selon une théorie, cette chansonnette raillerait le roi Richard III, bossu (« humpy ») tombé à la bataille de Bosworth qui mit fin à la Guerre des Deux-Roses en 1485. D'autres évoquent, soit une machine de guerre durant le siège de Gloucester, soit un gros canon dans la ville de Colchester qui seraient tombés d'un mur où ils étaient en batterie pendant la guerre civile de 1643. Aucun dossier important ne relie les faits historiques à la comptine ; les critiques de ces ingénieuses constructions n'ont pas manqué de souligner leurs failles.

## Paroles
« Humpty Dumpty sat on a wall.

Humpty Dumpty had a great fall.

All the king's horses and all the king's men

Couldn't put Humpty together again. »
Traduction littérale
Humpty Dumpty était assis sur un mur

Humpty Dumpty fit une grande chute

Tous les chevaux du Roi, et tous ses hommes

Ne purent remettre Humpty Dumpty entier.
Dans la première version publiée, les deux derniers vers sont :
« Four-score Men and Four-score more,

Could not make Humpty Dumpty where he was before. »
Soit en français :
Quatre-vingts hommes et encore quatre-vingts

N'ont pu remettre Humpty Dumpty où il était avant.

## DansDe l'autre côté du miroir
Humpty-Dumpty occupe Alice pendant un chapitre du roman De l'autre côté du miroir de Lewis Carroll (sous le nom de « Heumpty Deumpty », « Gros Coco », « Dodu-Mafflu » ou encore « Rondu-Pondu » selon les traductions en français).
Humpty-Dumpty discute du sens des mots avec Alice. « Quand j'utilise un mot, dit Humpty Dumpty avec un certain mépris, il signifie exactement ce que j'ai décidé qu'il signifie, ni plus, ni moins » ; à l'objection d'Alice qui demande si on peut donner autant de sens différents à un mot, Humpty Dumpty répond « la question est de savoir qui est le maître - c'est tout ». Ce dialogue, où un œuf posé sur le sommet d'un mur étroit parle comme une personne de grand pouvoir, est devenu un lieu commun dans les discussions politiques, juridiques et académiques britanniques, voire américaines, et, à un moindre degré, françaises ou d'autre pays, où l'on a pu faire un parallèle entre le propos de Lewis Caroll et la méthode socratique.

## Répercussions
De très nombreux romans, chansons, spectacles, dessins animés, bandes dessinées, jeux vidéo, font allusion à Humpty-Dumpty, que l’Alice de Lewis Caroll a rendu célèbre dans le monde entier.
Le 30 décembre 1935, la société Comicolor Cartoons se sert de Humpty Dumpty pour un court-métrage de dessin animé : Humpty Dumpty Jr voudrait tomber d'un mur comme son père, mais il en est empêché par sa mère. En se promenant, Humpty Jr rencontre Œuf de Pâques, une jolie demoiselle dont il devient amoureux. Le vilain Mauvais œuf veut mettre un terme à cette idylle en kidnappant Œuf de Pâques pour l'épouser. S'ensuit un combat au cours duquel Humpty Jr et Œuf de Pâques tombent, chacun leur tour, dans une marmite. Devenus des œufs durs, les deux amoureux réussissent à vaincre Mauvais Œuf. Humpty Jr lui jette des allumettes enflammées, le faisant exploser. Des mouffettes sortent alors de la coquille de Mauvais œuf. Humpty Jr. et Œuf de Pâques célèbrent enfin leur amour et leur victoire. Ce court-métrage musical s'ouvre avec la comptine de Humpty Dumpty. Ensuite, Humpty Jr. et Œuf de Pâques ont leur petite chanson d'amour, intitulée Spooning in a spoon.
Dans l'avant-dernier épisode de la série Le Prisonnier, le numéro 2, joué par Leo McKern, interprète cette chansonnette devant Patrick McGoohan.
Humpty Dumpty est un des protagonistes du film Le Chat potté sorti en 2011.
L’avant-dernier vers de « Humpty Dumpty » est utilisé pour le titre du troisième roman de Robert Penn Warren, All the King’s men, 1946, Tous les hommes du roi en français.
La chanteuse Taylor Swift fait référence à la comptine dans son titre The Archer : « All the king's horses, all the king's men ; Couldn't put me together again ».

## Honneur
L'astéroïde (17627) Humptydumpty est nommé d'après ce personnage.